# Marshfield (hrabstwo Wood)
Marshfield – miejscowość w Stanach Zjednoczonych, w stanie Wisconsin, w hrabstwie Wood.